# بخش چاکابوکو (سان لوئیس)
بخش چاکابوکو (به اسپانیایی: Departamento Chacabuco) یک منطقهٔ مسکونی در آرژانتین است که در استان سان لوئیس واقع شده‌است. بخش چاکابوکو ۲٬۶۵۱ کیلومتر مربع مساحت دارد.